# Bretejovce
Bretejovce (em húngaro: Sárosberettő) é um município da Eslováquia, situado no distrito de Prešov, na região de Prešov. Tem 4,38 km² de área e sua população em 2018 foi estimada em 404 habitantes.

## Demografia
| Ano:        | 1994 | 2004   | 2014   | 2024    |
| ----------- | ---- | ------ | ------ | ------- |
| Broj ljudi: | 377  | 376    | 386    | 472     |
| Razlika:    |      | -0,26% | +2,65% | +22,27% |

| Ano:               | 2023 | 2024   |
| ------------------ | ---- | ------ |
| Número de pessoas: | 471  | 472    |
| Diferença:         |      | +0,21% |